# ドノバン珊瑚礁
『ドノバン珊瑚礁』（どのばんさんごしょう、Donovan's Reef）は1963年のアメリカ合衆国のコメディ映画。
ジョン・フォード監督の作品で、出演はジョン・ウェインやリー・マーヴィンなど。 
撮影は1962年にハワイのカウアイ島などで行われた。

## キャスト
| 役名                 | 俳優                   | 日本語吹替                      | 日本語吹替                                      |
| 役名                 | 俳優                   | 東京12ch版                      | TBS版                                           |
| -------------------- | ---------------------- | ------------------------------- | ----------------------------------------------- |
| マイケル・ドノバン   | ジョン・ウェイン       | 小林昭二                        | 小林昭二                                        |
| トーマス・ギルフリー | リー・マーヴィン       | 小林清志                        | 小林清志                                        |
| アミリア・ディダム   | エリザベス・アレン     | 富田恵子                        | 小沢沙季子                                      |
| デッダム博士         | ジャック・ウォーデン   |                                 | 吉沢久嘉                                        |
| アンドレ             | シーザー・ロメロ       | 大木民夫                        | 上田敏也                                        |
| フルア               | ドロシー・ラムーア     | 平井道子                        | 此島愛子                                        |
| クルーゾー           | マルセル・ダリオ       |                                 | 松村彦次郎                                      |
| メンコビッツ         | マイク・マズルキ       |                                 | 笹岡繁蔵                                        |
| レラニー             | ジャクリーン・マルーフ |                                 | 麻上洋子                                        |
| サリー               | チェリリーン・リー     |                                 | 富永美子                                        |
| ルキ                 | ティム・スタッフォード |                                 | 内海敏彦                                        |
| ミスター・ユウ       | ジョン・フォン         |                                 | 村山明                                          |
| 以下はノンクレジット |                        |                                 |                                                 |
| ガブリエル           | カルメン・クローザー   |                                 | 此島愛子                                        |
| セドリー             | チャールズ・セール     |                                 | 西村知道                                        |
| 不明 その他          | N/A                    |                                 | 小関一 田口昴 叶年央 中川まり子 落合美穂        |
| 日本語スタッフ       |                        |                                 |                                                 |
| 演出                 | 演出                   |                                 | 小林守夫                                        |
| 翻訳                 | 翻訳                   |                                 | 進藤光太                                        |
| 効果                 | 効果                   |                                 | 芦田公雄 熊耳勉                                 |
| 調整                 | 調整                   |                                 | 飯塚秀保                                        |
| 制作                 | 制作                   |                                 | 東北新社                                        |
| 解説                 | 解説                   | 芥川也寸志                      | 荻昌弘                                          |
| 初回放送             | 初回放送               | 1969年12月25日 『木曜洋画劇場』 | 1975年7月21日 『月曜ロードショー』 正味95分08秒 |

※TBS版吹替はDVD収録